# Chaos Records (schwedisches Label)
Chaos Records war ein kurzlebiges schwedisches Musiklabel mit Sitz in Stockholm. Es war das hauseigene Label für den führenden schwedischen Distributor House of Kicks. Insgesamt sind auf Discogs nur vier Veröffentlichungen hinterlegt.

## Veröffentlichungen
- CHAOS CD 01 – Vermin: Obedience to Insanity (Kompilation, 1994)
- CHAOS CD 02 – A Canorous Quintet: As Tears (EP, 1994)
- CHAOS CD 03 – Vermin: – Plunge into Oblivion  (1994)
- CHAOS CD 04 – Lobotomy: Lobotomy  (1995)